# Anima: Beyond Fantasy
Anima: Beyond Fantasy («Anima, más allá de la fantasía», en español) es un juego de rol creado conjuntamente por autores europeos y japoneses que han tratado de aunar las sagas de fantasía más famosas de ambas culturas en una única ambientación con un novedoso y complejo sistema de juego.
Cabe destacar la colaboración de grandes ilustradores de gran proyección internacional que han conseguido una hábil mezcla de estilos que ha atraído a un amplio sector de jugadores. Publicado por primera vez en septiembre de 2005 por la editorial sevillana Edge Entertainment Anima: Beyond Fantasy es uno de los juegos de rol españoles con más proyección en el mercado internacional, habiéndose traducido al inglés, alemán, francés e italiano.

## Razas principales
En Gäia supuestamente solo existen humanos. Por supuesto, esto es una gran mentira tejida por una organización llamada Imperium, que vigila el destino de la humanidad desde tiempos inmemoriales. Existen otras muchas razas que o bien viven en planos distintos de la realidad o viven camuflados entre los humanos. Las más numerosas son las siguientes:
- Daimah: Seres muy parecidos a los humanos, cuyas diferencias son su tamaño más pequeño y que suelen presentar algún rasgo animal, tales como garras u orejas felinas. Se caracterizan por su agilidad, su amor a la naturaleza y su carácter juguetón e impaciente.
- D'Anjayni: Los D'Anjayni son seres humanoides cuya característica principal es su habilidad para pasar desapercibidos, ya que cualquiera que los vea tendrá terribles dificultades para recordarlos pasadas unas horas. Sus rostros son siempre muy parecidos, con mínimos rasgos característicos. , habiendo incluso mínimas diferencias entre hombres y mujeres, las mujeres incluso llegan a ser más masculinas que los hombres. Los D'Anjayni "puros" (los que no son nephilim, ver más adelante) también tienen la capacidad de robar el rostro de los muertos y "pegárselo" sobre el suyo propio, adquiriendo temporalmente una nueva identidad.
- Duk'zarist: Los Nephilim Duk´zarist son también llamados las almas de las sombras, ya que pertenecían a una raza ligada naturalmente a las tinieblas. A pesar de ser también una de las dos etnias dominantes, su número es realmente escaso ya que en vida eran muy pocos. Como los elfos, su esencia es marcadamente sobrenatural y la magia está muy ligada a ellos, en especial hacia las mujeres. Son siempre personas muy agraciadas físicamente. Tienden a ser altos y raramente miden menos de uno ochenta los hombres y uno setenta las mujeres. Tienen una complexión perfecta y tampoco engordan nunca. Se caracterizan por ser muy pálidos y por tener el pelo de colores oscuros o con tonos muy claros, como negro o gris ceniza. Sus ojos son claros y tienen una tonalidad ligeramente rojiza cuando la luz se refleja en ellos. No son más longevos que los humanos normales, pero mantienen todas sus habilidades físicas hasta bien entrados los noventa, momento a partir del cual empiezan a envejecer muy rápidamente.
- Ebudan: Los Ebudan apenas se distinguen de los humanos, salvo por una característica: poseen un par de alas de energía pura, cuyo tamaño pueden modificar a voluntad. Cuando un Ebudan nace, le aparece una marca en el cuerpo llamada Or'inie y se le aparecen visiones en sueños de su "destino". La misión de un Ebudan es cumplir este destino (llamado Sue'Aman), y, una vez que lo consiguen, el Or'inie desaparece y el Ebudan se vuelve inmortal al paso del tiempo, enfermedades y heridas corrientes, además de ganar una gran envergadura y un poder cuasidivino.
- Jayán: Similares a los humanos pero de una corpulencia mucho mayor, llegando sin problemas a más de dos metros de altura. Poseen cuernos, garras y un tercer ojo en la frente con el que pueden ver el mundo sobrenatural.
- Sylvain: Los Sylvain, o comúnmente llamados Elfos, son la contrapartida luminosa de los Duk'Zarist. Similares a ellos pero no tan poderosos y sin alergia al metal. Ellos mismos tienen una propia contraparte, ya que hay una posibilidad de que nazcan con el pelo negro y carentes del don, estos elfos son repudiados
- Tuan Dalyr. Son cambiaformas, suelen aparecer en los bosques de Alberia en comunidades cerradas sin contacto con el exterior.
- Devah. Parecidos a los Jayán, con un tercer ojo en la frente pero sin cuernos. Expertos en el arte de la convocatoria.
- Vetala. Perecidos a vampiros, los Vetala son más fuertes por la noche, y aunque la luz solar no les perjudica, prefieren la oscuridad. Necesitan alimentarse de sangre, y la cantidad requerida de esta será mayor conforme más años tenga el Vetala. Aunque son inmortales por tiempo, la necesidad de beber cada vez más sangre hace que los más antiguos prefieran sumirse en un letargo durante el que los Vetala más jóvenes le alimentan con la cantidad estrictamente necesaria para mantenerlo con vida, y en caso de necesitar su ayuda, le proporcionan una gran dosis del líquido para que despierte durante un tiempo.

## Manuales y suplementos
- Anima: Beyond Fantasy: Fue lanzado en septiembre de 2005. Es el libro básico, con las reglas. Está dividido en dos secciones: Libro del Jugador y Libro del Director.

- Anima: Beyond Fantasy Core Exxet: Nueva edición del libro básico que reescribe algunas reglas a fin de simplificar el sistema.

- Pantalla del Director: La Pantalla del Director fue publicada en el año 2006 en España. Su contenido va desde el añadido de Ventajas y Desventajas nuevas, hasta una aventura, llamada "Una sombra en los sueños. Además el suplemento incluía una serie de personajes de cada una de las categorías que servían de guía a Narradores y Jugadores. La pantalla en sí, está hecha en tapa dura y contiene multitud de tablas de referencia rápida que agilizan la consulta de las reglas durante la partida.

- Gaïa: Más allá de los sueños: Editado en España en enero del año 2007, Gaïa: Más Allá de los Sueños supone el primer volumen del escenario de campaña del sistema de Anima: Beyond Fantasy. Este primer volumen se centra en las tierras del Viejo Continente, la gran Isla de Varja y los territorios del Mar Interior, dejando la descripción del Nuevo Continente para el segundo volumen de Gaïa. En este suplemento se pueden encontrar detalladas descripciones geográficas de los diversos territorios del Viejo Continente, así como un pequeño añadido de reglas que abarcan desde nuevas ventajas y desventajas con respecto al universo de Gaïa hasta los Pactos del Dragón, ideas para aventuras e historias y leyendas de Gaïa.

- Carpeta del jugador: Editada en España en el año 2007. Contiene un mapa tamaño gigante del Antiguo continente de Gaïa, la isla de Varja y el Mar Interior; así como una lista de las tablas más usadas por los jugadores y un total de 40 fichas, entre las que podemos encontrar fichas específicas para hechiceros, psíquicos o maestros del Ki.

- Dominus exxet: Dominios del Ki: Editado en España en abril de 2008. Contiene nuevas reglas y efectos para la creación de técnicas, así como nuevas ventajas para usuarios del ki. También incluye Ars Magnus, potentes técnicas de combate solo reservadas a los mejores luchadores; legados de sangre, una potente habilidad ligada al alma del propio personaje; nuevas reglas para el desarrollo de las artes marciales y reglas para el uso de armas imposibles como yo-yo's, pelo, marionetas e instrumentos musicales.

- Los que Caminaron con Nosotros: Editado en España en septiembre de 2009. Es el primer volumen del bestiario oficial de Gaïa. Aparte de un amplio compendio de criaturas también se incluyen reglas para la creación de seres, ideas para partidas, nuevos sistemas de combate como el Combate de Masas o el Combate Dramático, historial de las criaturas más ancestrales y nuevas razas jugables.

- Arcana exxet: Secretos de lo Sobrenatural: Editado en España en octubre del 2010. Reglas para psíquicos, invocadores y magos. Es un libro dedicado al mundo de la magia y los más increíbles poderes sobrenaturales. Entre sus páginas se encuentran infinidad de nuevas habilidades místicas, capacidades psíquicas, conjuros e invocaciones.

- Prometheum exxet: Los Artefactos Sobrenaturales: Editado en España en diciembre del 2011. Contiene reglas para crear artefactos y artilugios mágicos, rituales para utilizarlos, opciones para combatir con ellos, y un extenso compendio de objetos creados a todos los niveles de poder junto con su trasfondo.
- Gaïa 2: Más allá del espejo: Editado en España en septiembre de 2013, "Gaïa 2: Más allá del espejo" es la continuación de "Gaïa: Más allá de los sueños". En él se describen las localizaciones del nuevo continente, conocido como Eurakia, así como algunos interregnos, nuevas etnias, una raza nueva y más cuentos.

### Próximos Manuales
Algunos futuros posibles suplementos son, en supuesto orden de aparición:
- Anima 2.0: Nueva edición del manual básico, los manuales siguientes se adaptarán a está edición quedando los antiguos con las normas de la edición básica.
- Organizaciones (trasfondo sobre las organizaciones que actúan en el mundo)
- Las Logias Perdidas (trasfondo sobre la civilización de Solomon y las Logias Perdidas)
- El Infierno: Khalis (trasfondo sobre esta porción del mundo)
- El Infierno: Lunaris (trasfondo sobre esta porción del mundo)
- La Vigilia (trasfondo sobre el mundo dual de los sueños)
- Entre la Luz y las Tinieblas (reglas ampliadas de gnosis y elan, dioses y avatares divinos)
- Cuentos Olvidados (historias sueltas sobre Gaïa)
- Los Poderes en la Sombra (información y trasfondo sobre las poderosas organizaciones que existen en Gaïa)
- Complemento de dravenor parte IV (Información sobre el interregno y la máquina) En noviembre

## Versiones
Una de las características más originales de Anima es la creación de varios tipos de juego, que solo tienen la ambientación y el trasfondo en común:
- Anima: Beyond Fantasy: El juego principal. Actualmente es posible ampliar el juego con Gäia, la Pantalla del Director, Dominus Exxet (Técnicas Ki), Los que caminaron con nosotros (Bestiario) y Arcana Exxet (PJs con el Don y Psíquicos)

- Anima: La sombra de Omega: Tiene como sistema de juego las cartas, habiéndose sacado una caja con las reglas y 110 cartas. A diferencia de otros juegos de cartas, no es coleccionable.

- Anima: Mas allá del bien y del mal: Expansión del anterior juego, siendo esta autojugable, es decir, no es necesaria la anterior, aunque se pueden combinar ambas.

- Anima: El ocaso de los dioses: Última expansión del juego de cartas, también autojugable.

- Guilty Gods: Sins of Divinity: Otro juego de cartas independiente de los anteriores, al igual que los otros tres, no es coleccionable y su sistema de juego difiere bastante con estos.

- Anima Tactics: Es el único que utiliza miniaturas de los tres. A diferencia de otros juegos, que usan ejércitos que combaten en grandes batallas, su desarrollo se basa en pequeñas escaramuzas, en las que normalmente suelen usarse no más de 3 o 4 miniaturas.

- Anima Ark of Sinners: Juego de plataformas 2.5D para la videoconsola Wii que narra una de las aventuras de Celia, uno de los personajes que forman parte de la ambientación de Anima.
- Anima Gate of Memories: Acción y rpg, en 3D. Batallas intensas, y un argumento que no sigue el canon de la trama principal.